# Energo
Energo, ook bekend als VV Energo/Flip Schoonmaakpartners, is een volleybalvereniging uit Beers in Noord-Brabant. Onder de naam Bevoc werd er al in 1958 gevolleybald in Beers. Dames 1 speelt eerste divisie en Heren 1 speelt eerste divisie op nationaal niveau.